# Melita FC
Melita Football Club is een in 1932 opgerichte voetbalclub uit de plaats San Ġiljan, Malta. De club speelt zijn thuiswedstrijden in het Ta' Qali Stadium. 
Tweemaal wist Melita FC de finale van de FA Trophy (de Beker van Malta) te halen; beide keren was Sliema Wanderers de tegenstander. In 1939 versloegen ze Sliema Wanderers met 4-0, in 1940 moesten ze de beker weer prijsgeven na een met 2-3 verloren wedstrijd.
In 2024 werd de club kampioen van de First Division en promoveerde, na elf jaar, weer naar het hoogste niveau in Malta.

## Erelijst
Beker van Malta
Winnaar in 1939
Finalist in 1940
Balzan · 
Birkirkara · 
Floriana · 
Gzira United · 
Ħamrun Spartans · 
Hibernians · 
Marsaxlokk ·
Melita FC ·
Mosta · 
Naxxar Lions ·
Sliema Wanderers ·
Żabbar St. Patrick FC